# 申道恕
申道恕（葡萄牙語：Rogério Artur dos Santos，1940年—），生於葡萄牙，澳門退休官員。前澳門特別行政區衛生局局長，澳葡政府衞生司司長，衞生司副司長，仁伯爵綜合醫院院長，仁伯爵綜合醫院內科主任，仁伯爵綜合醫務主任，仁伯爵綜合醫院內科醫生及內科手術醫生。

## 簡歷
申道恕，1940年生於葡萄牙，精通葡語、英語、粵語及普通語多種語言，1962年大學畢業於葡萄牙，臨床醫學係畢業，畢業前加入當地醫院擔任內科實習醫生，畢業後升任內科醫生，1963年升任內科主治醫生，1965年升任內科專科醫生，1968年升任內科主任及顧問醫生，1970年移民澳門，加入仁伯爵綜合醫院擔任內科顧問醫生及手術醫生，1975年擔任仁伯爵綜合醫院內科主任直至1978年，1978年擔任仁伯爵綜合醫院醫務主任，1980年獲澳葡政府衞生司委任為仁伯爵綜合醫院院長直至1990年，1985年 起兼任衞生司副司長，1990年獲澳葡政府委任為衛生司司長，直至1999年澳門回歸獲時任社會文化司司長後繼續擔任新的衛生局，首任局長，直至2001年退休並重返出生地葡萄牙享受退休生活至今。
| 政府职务 | 政府职务                                                   | 政府职务      |
| -------- | ---------------------------------------------------------- | ------------- |
| 新頭銜   | 澳門特別行政區政府衛生局局長 1999年12月20日－2001年3月31日 | 繼任： 瞿國英 |